# František Raboň

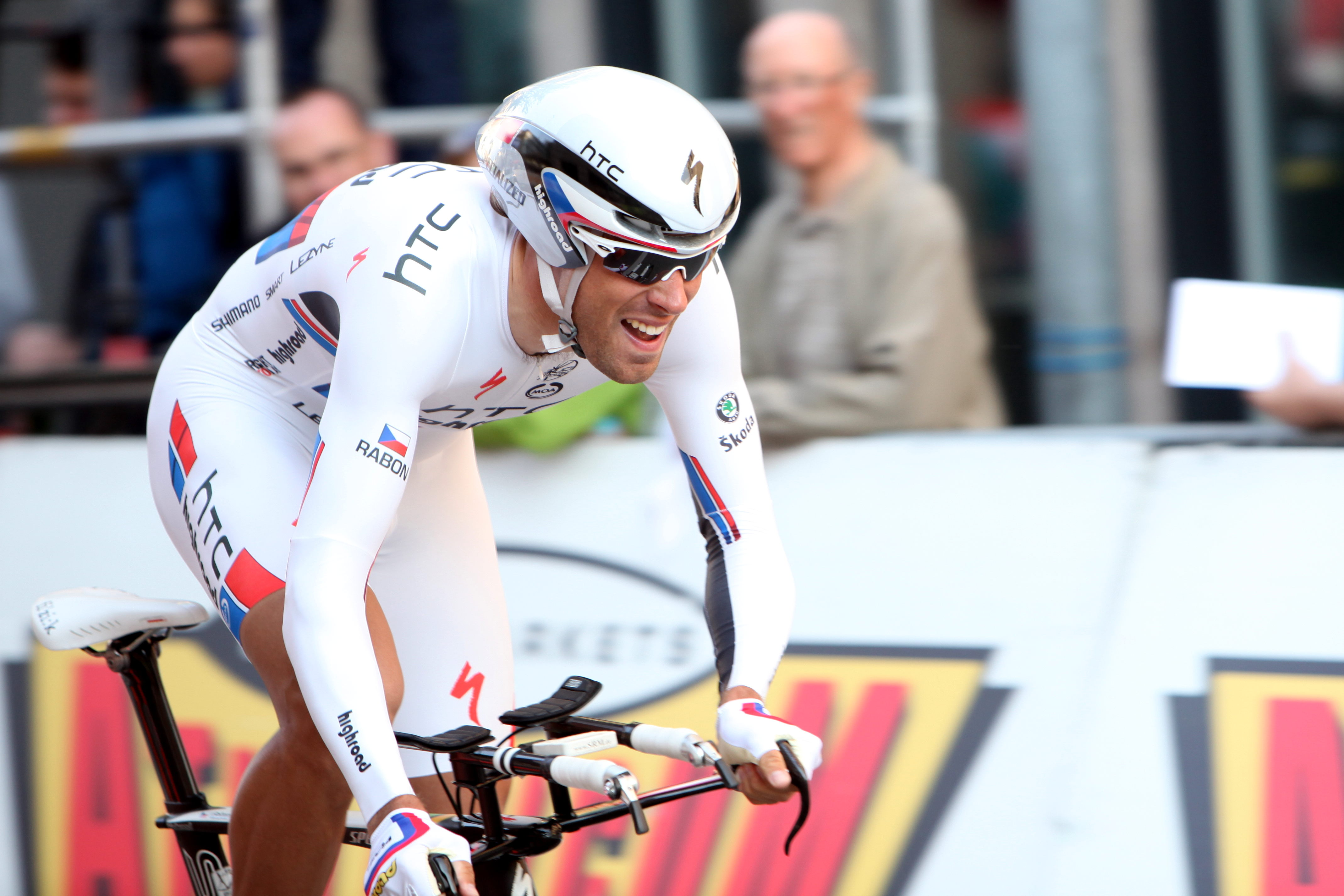
František Raboň, Romandiet runt 2011.

František Raboň, född 26 september 1983 i Prag, är en tjeckisk professionell tävlingscyklist. Raboň blev professionell 2006 för T-Mobile Team.
František Raboň var europeisk linjeloppsmästare 2005. Han har också vunnit de tjeckiska U23-nationsmästerskapens tempolopp tre gånger, och U23-nationsmästerskapens linjelopp en gång. Han blev tjeckisk nationsmästare i tempodisciplinen för elitcyklister under säsongerna 2008, 2009 och 2010.

## Biografi

### Amatörkarriär
František Raboň blev kontrakterad av det tjeckiska stallet PSK-Remerx 2003 när han var 19 år gammal. Med stallet vann han bland annat Mémorial Andrzeja Trochnowskiego, men han tog också guldmedalj i de europeiska mästerskapen 2005, en tävling han vann framför Anders Lund och Nic Ingels. Han vann de tjeckiska U23-nationsmästerskapens tempolopp 2003, 2004 och 2005.

### Professionell
Segern i de europeiska mästerskapen ledde František Raboň till ett kontrakt med det professionella cykelstallet T-Mobile Team 2006. Samma år deltog han i Giro d'Italia för första gången, en tävling som han sedan också deltog år 2007 och 2008.
Raboň vann de tjeckiska nationsmästerskapens tempolopp 2008 framför Jan Hruska och René Andrle. Han slutade Danmark runt på sjätte plats. Några veckor senare tog han sin första internationella seger när han vann etapp 5, ett tempolopp, under Irland runt framför Fredrik Ericsson och Marco Pinotti.
Säsongen 2009 startade bra när Raboň vann etapp 3, ett tempolopp, under Vuelta Ciclista a Murcia framför världsmästaren Bert Grabsch. Tre veckor senare slutade han trea på ett tempolopp under Critérium International, en tredje plats som ledde till att han slutade tvåa i slutställningen av tävlingen bakom tysken Jens Voigt. Raboň slutade trea på etapp 3 av Circuit Cycliste de la Sarthe bakom Jimmy Engoulvent och Andreas Klöden. František Raboň vann prologen av Romandiet runt under säsongen 2009. Han slutade tvåa på etapp 2 av tävlingen bakom Oscar Freire. Tillsammans med sina stallkamrater i Team Columbia vann han också etapp 3, ett lagtempolopp, av tävlingen. I juni vann František Rabon de tjeckiska nationsmästerskapens tempolopp.

## Meriter
2003
Etapp 6, Baltyk-Karkonosze Tour
Nationsmästerskapens tempolopp (U23)
2004
Etapp 9, Marocko runt
Nationsmästerskapens tempolopp (U23)
Etapp 4, Slovakien runt
2005
Memorial Andrzeja Trochnowskiego
Etapp 1, Tour of Malopolska
Nationsmästerskapens tempolopp (U23)
Nationsmästerskapens linjelopp (U23)
Europamästerskapens linjelopp (U23)
Etapp 4, Slovakien runt
2:a, GP Kooperativa
3:a, Trofej Plava Laguna 1
3:a, etapp 3, Baltyk-Karkonosze-Tour
3:a, Course de la Solidarité Olympique
etapp 2, Course de la Solidarité Olympique
2006
3:a, Nationsmästerskapens tempolopp
2008
 Nationsmästerskapens tempolopp
Etapp 5, Irland runt
2:a, etapp 2, Tour de L'Ain/Prix de l'Amitié
2009
Etapp 3, Vuelta Ciclista a Murcia
Prolog, Romandiet runt
 Nationsmästerskapens tempolopp
2:a, Critérium International
2:a, etapp 2, Romandiet runt
3:a, etapp 3
3:a, etapp 3, Circuit Cycliste de la Sarthe
2010
Vuelta Ciclista a Murcia
Etapp 4, Vuelta Ciclista a Murcia
 Nationsmästerskapens tempolopp

## Stall
- T-Mobile Team 2006–2007
- Team Columbia 2008–2011
- Omega Pharma-Quick Step 2012–